# La Ballade de Calamity Jane (album d'Anne Sylvestre)
Pour les articles homonymes, voir La Ballade de Calamity Jane.
Albums de Anne Sylvestre
Olympia 86 D'amour et de mots
La Ballade de Calamity Jane est un album d'Anne Sylvestre paru en 1989. 

## Titres
Toutes les chansons sont écrites et composées par Anne Sylvestre.
| No | Titre                      | Durée |
| -- | -------------------------- | ----- |
| 1. | Ballade de Calamity Jane   |       |
| 2. | Cactus en Arizona          |       |
| 3. | Sous les étoiles           |       |
| 4. | J'suis une traîneuse       |       |
| 5. | Jalousie sous l'arbre      |       |
| 6. | Berceuse en hiver          |       |
| 7. | Viens Satan on nous attend |       |
| 8. | Regarde-toi vieille bête   |       |
| 9. | Pleure ma terre            |       |